# 莱比锡大学图书馆
莱比锡大学图书馆（德語：Universitätsbibliothek Leipzig）是莱比锡大学的中心机构之一。它是德国最古老的图书馆之一。它的主建筑是“阿尔伯蒂娜图书馆”。 2017 被评为德国年度图书馆。

## 历史

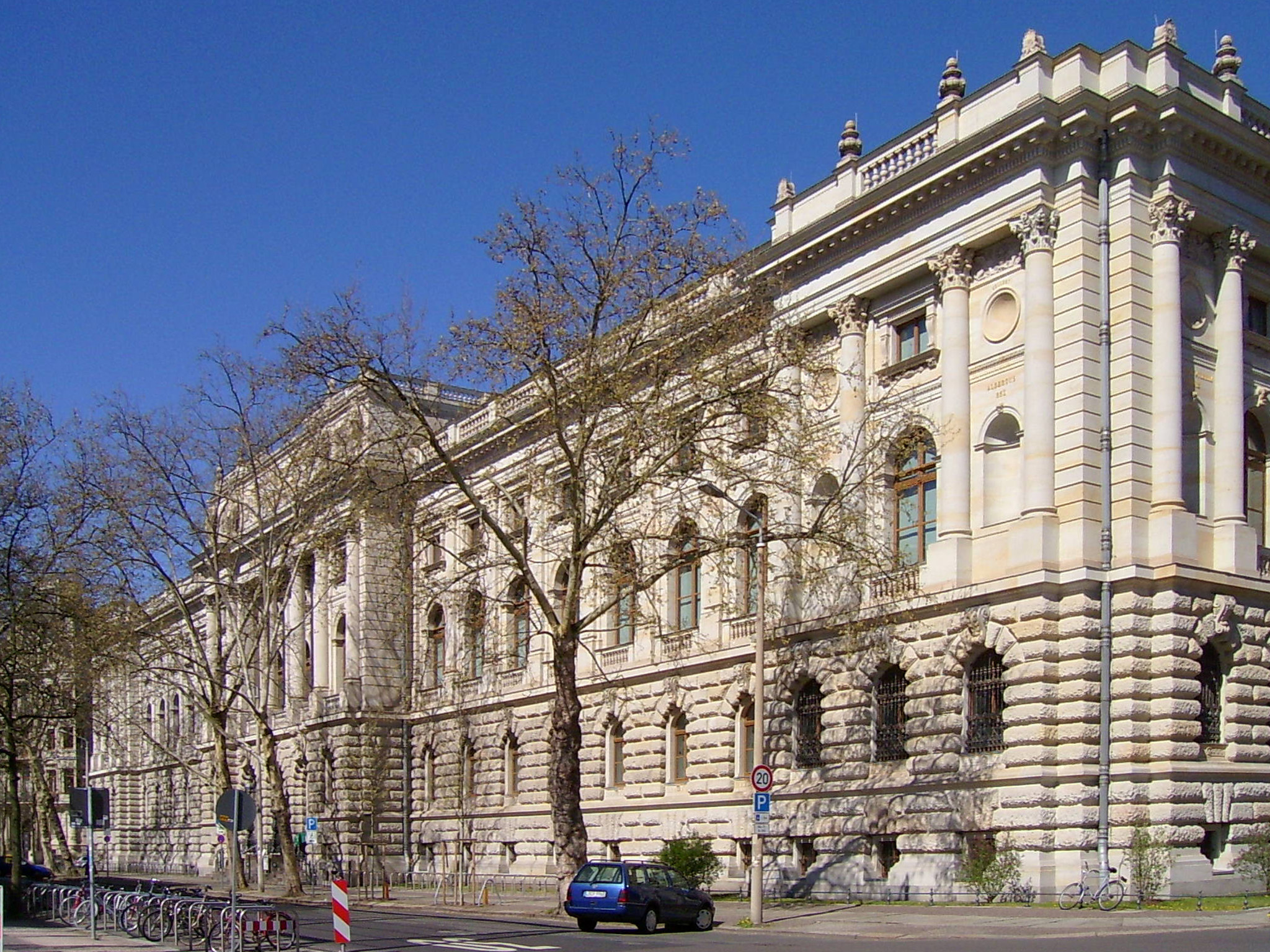
阿尔伯蒂娜图书馆主建筑 (2007)

图书馆成立于宗教改革时期。图书馆的基础建筑于1543年由阿尔伯蒂讷和萨克森公爵莫里斯 赠与莱比锡大学。在其中一幢建筑里收藏有来自多个修道院的书籍。这就是该图书馆的前身。

## 建筑

### 计划和建造

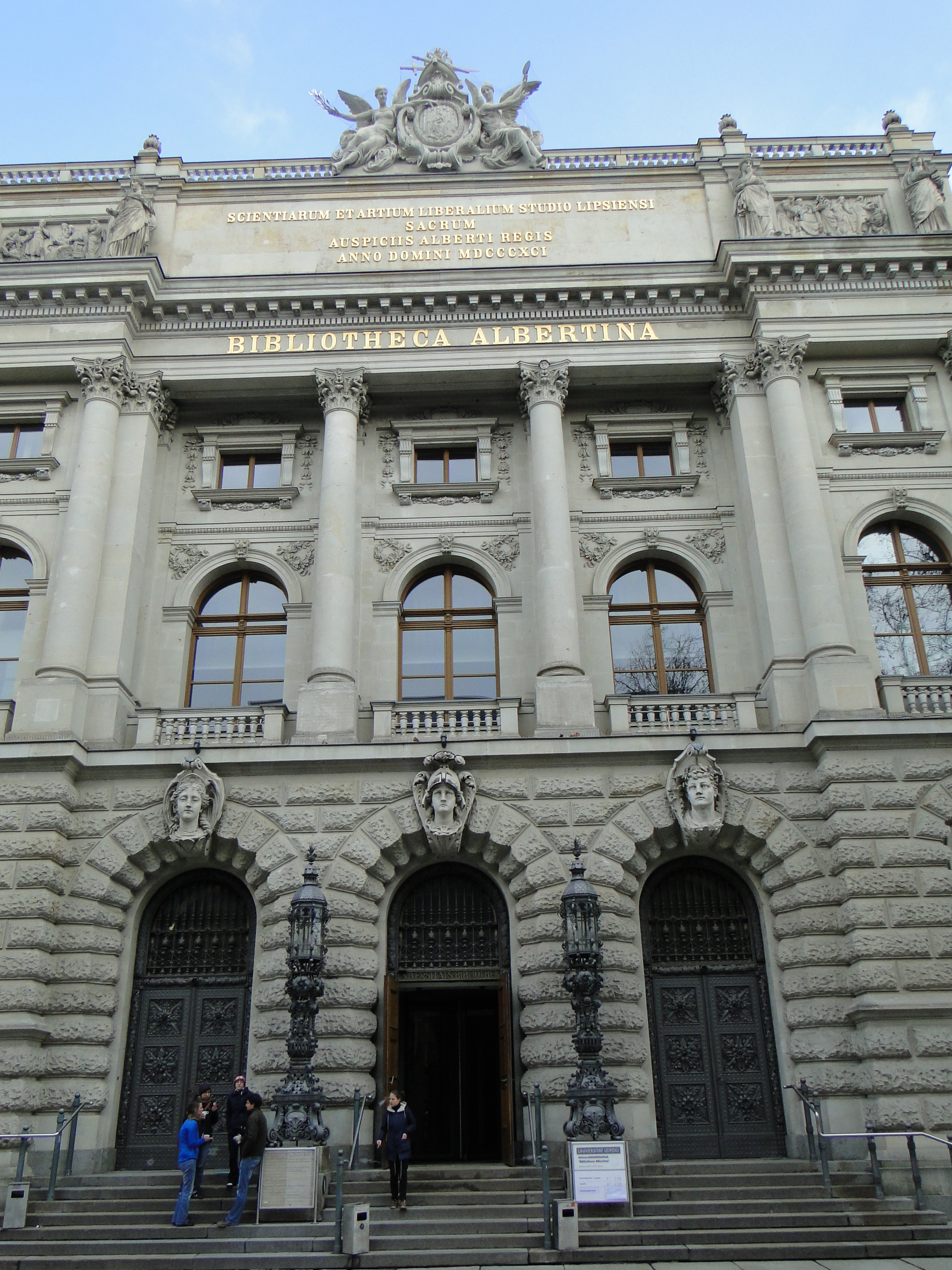
入口 (2013)

由于藏书量的增长图书馆必须要搬迁到一个更大的建筑去。新馆的地址被选在莱比锡音乐区，临近帝国法庭以及当时的布商大厦。阿尔伯蒂娜图书馆是一幢新文艺复兴风格的建筑当时共有34分设计稿被提交，1883年15至16日，在最终回的十分设计中，Arwed Roßbach的设计被选中。建筑共花费260万马克 。图书馆依照当时的国王萨克森的阿尔伯特 被取名为阿尔伯蒂娜图书馆。
建筑由107米长的主体, 4个对称的长廊以及两个内廷构成。 今天，两个内廷被封上了顶并作为阅读区使用，它可以供700人使用。 建筑拥有四层，朝向东南的墙面两端都有角亭（德語：Eckrisalit），入口也造有前亭（德語：Mittelrisalit）。入口三道门的顶部刻着三个头像：朱诺（左），密涅瓦（中）以及一个青年，他们分别象征着美丽，智慧与强大。 上面整个入口区域的重点是一个3米高的雕塑群，他们用来比喻莱比锡大学。
总共有16个雕像和16个奖章被陈列在图书馆中用来展示对莱比锡大学有重要意义的人物。比如萨克森的莫里斯。除了这些现存的展示外，在老的图书馆中还有丢勒和米开朗琪罗的奖章以及莱布尼茨和莎士比亚的雕塑。.

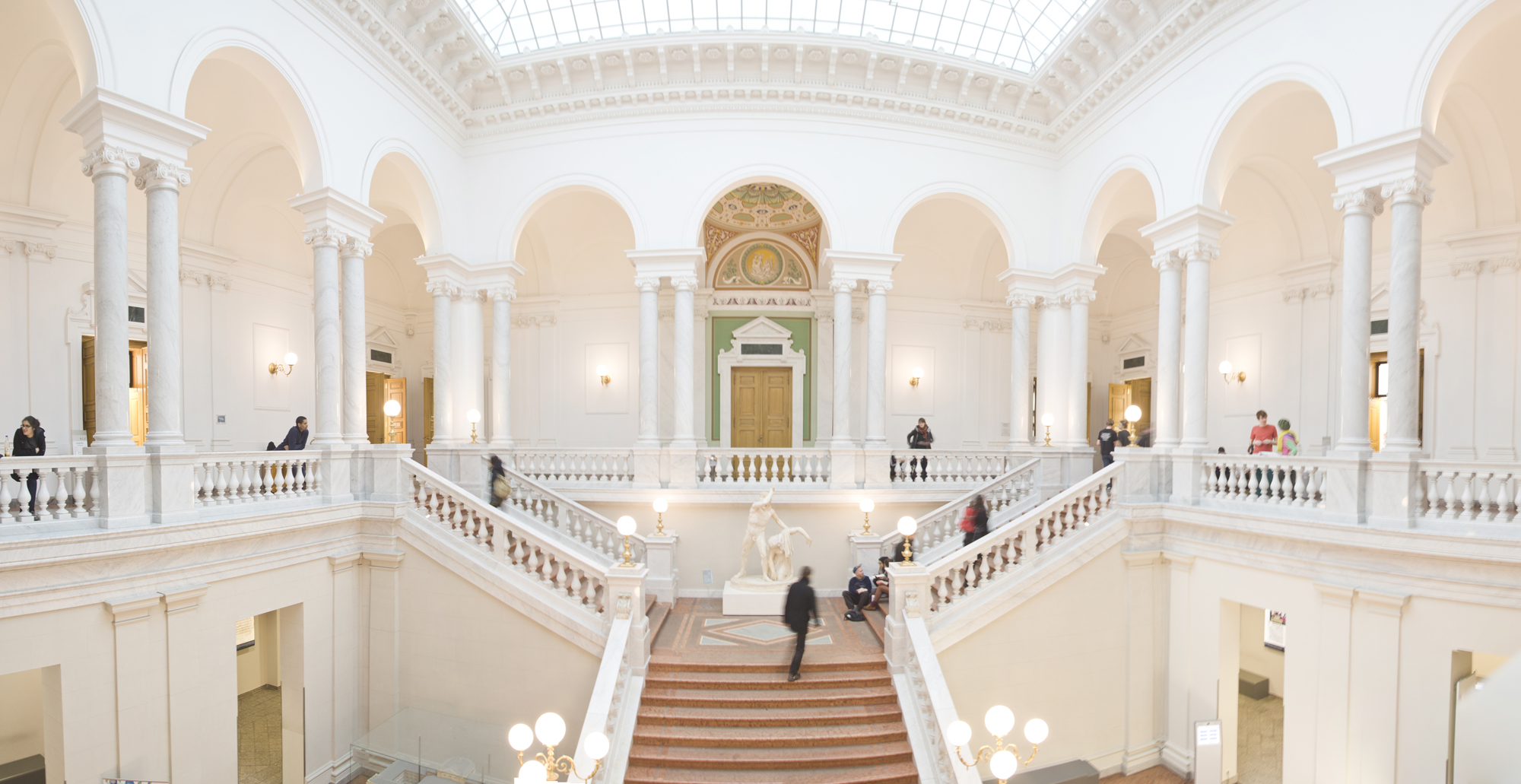
Treppenhalle der Bibliotheca Albertina (2016)

图书馆的不同区域由中央的楼梯大堂打通。大厅入口处最显眼的是上方区域的白色大理石圆柱以及与其形成对比的8根黑色圆柱，他们成对出现，穿过这里，便来到了楼梯大厅。厅内大量的装饰品让人联想到了宫殿。原先的壁画以及顶绘已经不在了。

### 摧毁和重建

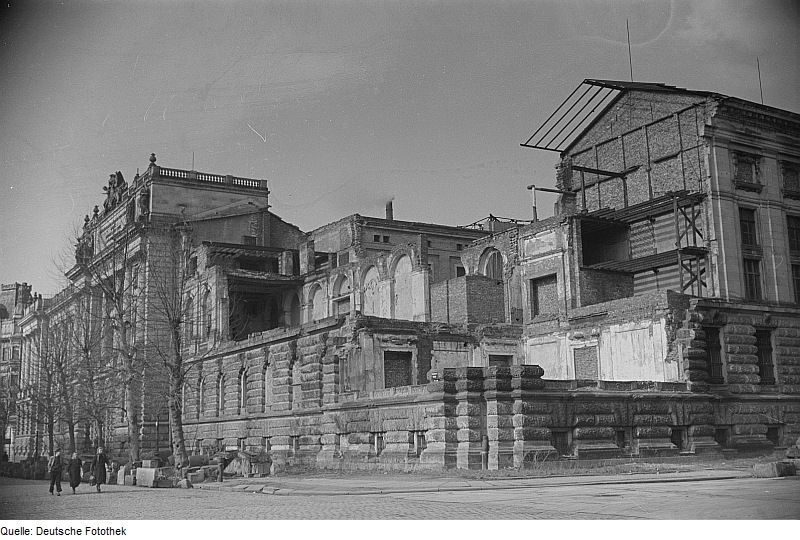
Hauptgebäude mit Kriegsschäden (1953)

在第二次世界大战中主建筑被毁于莱比锡轰炸。庆幸的是馆藏被事先移出所以未遭毁坏。战后由于财政原因重建迟迟不能进行，各个学院对图书馆的使用被转移到其各自的学院及分支图书馆中。
在东德转型与和平革命后，图书馆的重建与扩建于1994年开始。重建后的图书馆可以容纳400万册图书以及900名读者。
今天，大学图书馆的主建筑阿尔伯蒂娜图书馆是莱比锡15个大学图书馆中的一员。

## 馆藏

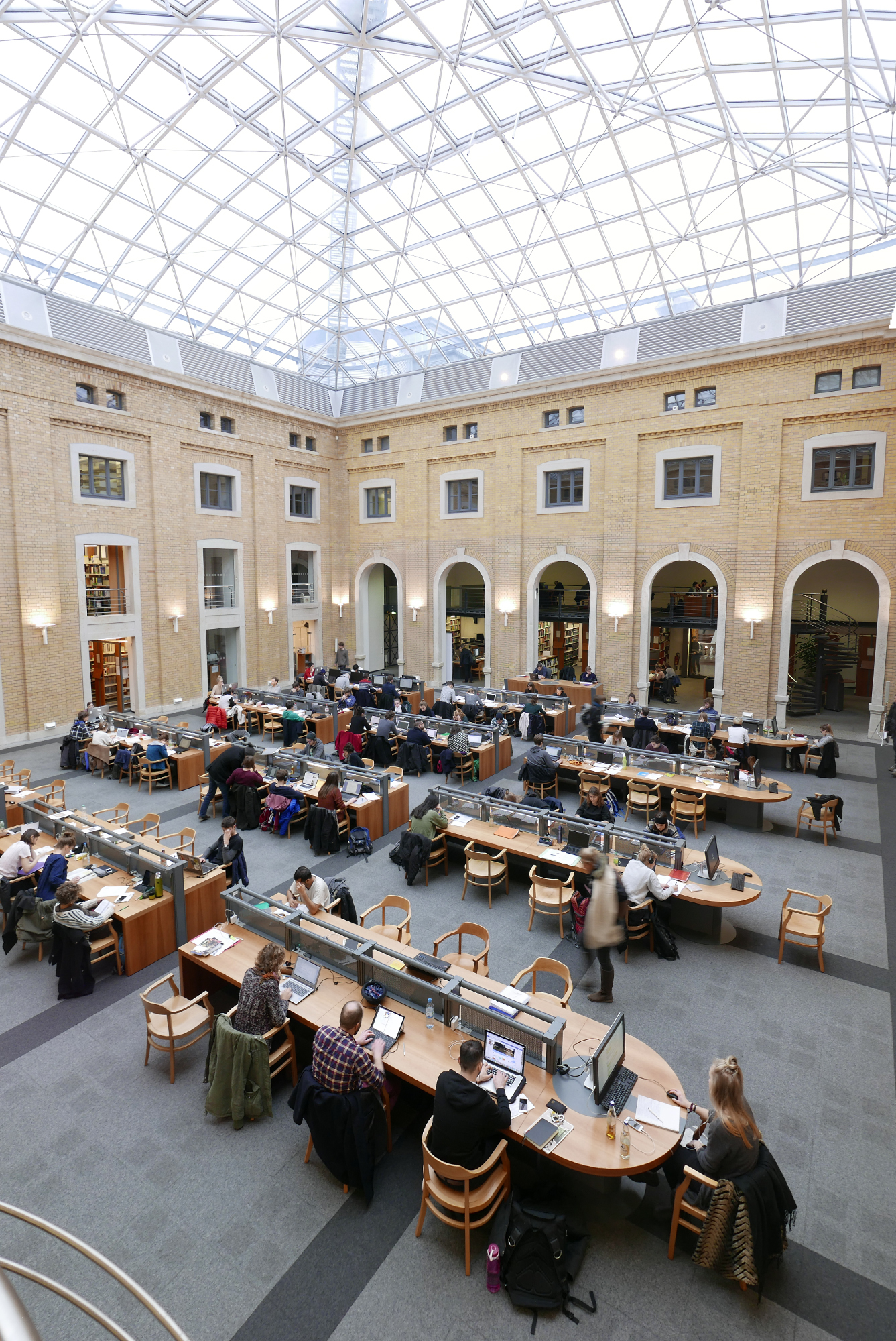
Bibliotheca Albertina, Lesesaal West (2017), entstanden aus einem überbauten Innenhof

550万册图书以及6500份报纸被收藏其中。值得一提的是，馆内还藏有8700分手稿、3200份特殊藏品、3600份古版书和16世纪印刷品以及17万份手迹。除此之外，还藏有埃伯斯纸草文稿，最古老的医学文稿之一（1525 b.C.），以及莱比锡世界年鉴-现存最古老的世界年鉴(200 a.C.)  。

## 网页
- Webauftritt der Universitätsbibliothek Leipzig （页面存档备份，存于）
- Widerschein der Buchkultur （页面存档备份，存于）, 14-seitige Broschüre über die Bibliothek und ihre Handschriften
- Die Institution im Leipzig-Lexikon （页面存档备份，存于）
- Das Hauptgebäude im Leipzig-Lexikon （页面存档备份，存于）